# 140 v. Chr.
Portal Geschichte | Portal Biografien | Aktuelle Ereignisse | Jahreskalender | Tagesartikel

◄ |
3. Jahrhundert v. Chr. |
2. Jahrhundert v. Chr. |
1. Jahrhundert v. Chr. |
►

◄ | 160er v. Chr. | 150er v. Chr. | 140er v. Chr. | 130er v. Chr. |
120er v. Chr. |
►

◄◄ | ◄ | 143 v. Chr. | 142 v. Chr. | 141 v. Chr. | 140 v. Chr. |
139 v. Chr. |
138 v. Chr. |
137 v. Chr. |
► |
►►
Staatsoberhäupter

## Ereignisse
- Der syrische König Ptolemaios VIII. lässt Juden verfolgen.
- Simon der Makkabäer wird zum erblichen Hohenpriester und Fürsten der Juden eingesetzt.
- Im Spanischen Krieg schließen die Römer Frieden mit Viriathus.
- Die Parther unter Mithridates I. erobern Mesopotamien und nehmen den Seleukidenherrscher Demetrios II. gefangen.

## Geboren
- Lucius Licinius Crassus, römischer Politiker († 91 v. Chr.)
- um 140 v. Chr.: Laodike, Regentin von Pontos
- um 140 v. Chr.: Salome Alexandra, Königin von Judäa († 67 v. Chr.)
- um 140 v. Chr.: Quintus Mucius Scaevola, römischer Politiker († 82 v. Chr.)